# Ada van Schotland
Ada van Schotland of Ada van Huntingdon (ca. 1145 – 1204) was prinses van Schotland en gravin van Holland. Zij was een dochter van Hendrik van Schotland, 3e graaf van Huntingdon en Ada van Warenne. Zij was zuster van de koningen  Malcolm IV en William I van Schotland.
Op 28 augustus 1162 trouwde zij met graaf Floris III van Holland (1140–1190). Zij kregen de volgende kinderen:
- Dirk VII, opvolger van zijn vader
- Willem, die door opstand het graafschap verwierf ten koste van zijn nicht Ada
- Floris, geestelijke
- Hendrik
- Boudewijn (ovl. 19 juli 1204)
- Robert
- Beatrix
- Elisabeth (ovl. 27 augustus van een onbekend jaar)
- Ada, vermoedelijk getrouwd met Otto II van Brandenburg, kinderloos en keerde na de dood van haar man in 1205 terug naar Holland
- Margaretha (ovl. na 1203), gehuwd met Diederik V van Kleef
- Hedwig (ovl. 13 juli van een onbekend jaar), begraven te Haarlem
- Agnes (ovl. 22 april 1228), abdis de abdij van Rijnsburg.

Na de dood van Dirk VII steunde Ada de opstand van haar zoon Willem tegen haar kleindochter Ada. Ze werd begraven in Middelburg.